# Carlos Machado (aktor)
Carlos Machado (ur. 1 maja 1966 w Resende, w stanie Rio de Janeiro) – brazylijski aktor teatralny, filmowy i telewizyjny.

## Życiorys
Jest synem pułkownika armii - instruktora Wojskowej Akademii Agulhas Negras i wkrótce wraz z rodzicami i siostrą Inês Machadospędził większość swojego życia na przeprowadzkach. Mieszkał w Brazylii (Dystrykt Federalny (Brazylia)), Kurytybie (PR), New Jersey (USA), a przede wszystkim w Rio de Janeiro i Juiz de Fora. Po ukończeniu stomatologii w São Paulo, zrobił kursy podyplomowe w Niemczech i Stanach Zjednoczonych. Wstąpił do brazylijskiego lotnictwa (FAB) i był porucznikiem dentystą. 
W wieku 29 lat został przeniesiony do Rio de Janeiro. W 1993 r. studiował teatr i wkrótce dostał role w telenowelach Rede Globo: Malhação, Moc życzenia (Força de um Desejo), Uga-Uga, Kubanacan i Kobry i jaszczurki (Cobras & Lagartos). Występował na scenie w sztukach takich jak: Lancelot (2004), Wysoki nadzór (2005) i Być albo nie być (2006). 
W 2012 kandydował do roli aktora porno Rogê Ferro w filmie Roge, ogniem i mieczem (Rogê, a ferro e fogo).
Miał córkę Louisę (ur. 1990), która zachorowała na autoimmunologiczne zapalenie wątroby i zmarła w 2001 roku, po zapaleniu płuc.

## Wybrana filmografia

### Seriale TV
- 1996: Malhação (Centrum) jako Bené
- 1997: Mandacaru jako Kapitan Luís Cavalcanti
- 1998: Labirynt (Labirinto) jako Guga
- 1998: A Turma do Didi
- 1998: Twoja decyzja (Você Decide) jako Zeca
- 1999: Moc życzenia (Força de um Desejo) jako Estácio
- 2000: Uga-Uga jako Alexandre
- 2003: Kubanacan jako Batista
- 2004: Dzień pracy (A Diarista) jako Marco Antônio
- 2006: Kobry i jaszczurki (Cobras & Lagartos) jako Ronaldo
- 2007: Klasa Didi (A Turma do Didi) jako Tato Didizinho
- 2007: Dwie twarze (Duas Caras) jako dr Siqueira
- 2008: Wojna i pokój (Guerra e Paz) jako Amaury
- 2008: Klasa Didi (A Turma do Didi) jako Mistrz Dircinéia
- 2010: Zorra Total jako Drácula
- 2011: Wzór uproszczony (Fina Estampa) jako Ferdinand
- 2013: Szaleństwa dla nich (Louco por Elas) jako Serjão
- 2014: Miłość do życia (Amor à Vida) jako Ignácio

### Filmy fabularne
- 2013: Super Kron - Film (Super Crô - O Filme) jako Ferdinand